# Охотники на троллей (книга)
«Охо́тники на тро́ллей» (англ. Trollhunters) — книга мексиканского писателя Гильермо дель Торо написанная совместно с американским писателем Дэниэлом Краусом. Опубликована в 2015 году. 
Произведение знакомит нас с маленьким городком Сан-Бернандино, штат Калифорния, где начали исчезать дети. Среди прочих, пропадает и тринадцатилетний подросток Джек Стерджес, навсегда посеяв ужас в душе своего брата Джима.
Спустя сорок пять лет, сын Джима, Джим младший, должен не только справляться с типичными подростковыми проблемами, но и с паранойей отца, который превратил их дом в крепость, чтобы защитить свою семью, в случае если существо, которое похитило Джека вернется. Но странное создание все-таки проникает в комнату Джима и похищает его, но не для того чтобы съесть, а рассказать о предназначении Джима, которое перевернет жизнь застенчивого юноши и превратит его в охотника на троллей.

## Экранизация

### Мультсериал
Меня зовут троллем,
Что луну пожирает,
Гигантом, что дышит, как буря,
Проклятием, хлещущим с неба,
И спутником вечных сивилл,
В ночи грохочущим магом,
Глотающим звезды с небес.
Неужто я кто-то другой?

Браги Боддасон, поэт IX века